# Proteolisi
La proteolisi (pronuncia proteolìsi) è il processo di degradazione delle proteine da parte dell'organismo. La proteolisi avviene in genere tramite idrolisi del legame peptidico a opera di enzimi detti proteasi. Le proteine, come tutti i componenti cellulari, presentano un determinato turnover. La vita media delle proteine può variare da pochi minuti a più giorni. Spesso i processi di proteolisi intervengono quando il ripiegamento della proteina non avviene in modo corretto o quando la proteina non serve più (degradazione fisiologica). La proteolisi lisosomiale ha un ruolo fondamentale nella cellula e rende ragione della maggior quota di proteine degradate. È in genere poco specifica; esistono tuttavia altri processi proteolitici, caratterizzati da una maggior selettività:
1. proteolisi ATP e ubiquitina dipendente.
2. proteolisi calcio dipendente.
3. proteolisi dell'apoptosi (Tramite Caspasi).

## Proteolisi ATP-ubiquitina dipendente
Studiando la vita media delle proteine dei reticolociti, si è visto che esse presentano una certa vita media anche se i reticolociti sono privi di lisosomi. Deve quindi esistere un sistema complesso che porta alla degradazione delle proteine consumando ATP, chiaramente indipendente dai lisosomi, visto che i reticolociti sono privi di questi organelli subcellulari. Si è scoperto che tale degradazione richiede la partecipazione di una piccola proteina, formata da 76 amminoacidi, di peso molecolare 8500 Da. Questa piccola proteina è presente praticamente in tutti gli organismi, quindi, proprio perché ubiquitaria, è stata denominata ubiquitina. È molto ben conservata in tutti gli organismi, anche molto distanti nella scala evolutiva. Per esempio, l'ubiquitina umana differisce per soli 3 amminoacidi dall'ubiquitina di lievito.
La proteina da rimuovere viene dapprima contrassegnata dal legame covalente con l'ubiquitina e successivamente diventa il substrato di un sistema complesso endocellulare, denominato proteosoma, di peso molecolare di circa 2.000.000 Da e formato da un numero elevato di subunità. Il proteosoma degrada la proteina riconosciuta in virtù dell'ubiquitina ad essa legata. Il processo di targeting è alquanto complesso, e si svolge in più tappe:
1. Avviene dapprima l'“attivazione” dell'ubiquitina con consumo di ATP. In questa prima tappa è implicato un enzima 1 che si lega all'ubiquitina tramite un legame tioestere. È il carbossile C-terminale dell'ubiquitina che forma un legame tioestere con una cisteina (Cys) dell'enzima 1. L'ATP viene scisso in AMP + pirofosfato e si ha quindi consumo di ATP. L'E1 viene denominato enzima di attivazione dell'ubiquitina.
2. Un enzima 2 viene definito enzima di coniugazione dell'ubiquitina ed è stato purificato dalla pianta Arabidopsis thaliana e stato cristallizzato. Possiede 4 catene con struttura β antiparallela nella parte centrale, e lateralmente ha 3 α-eliche più una α-elica centrale. Questa tappa porta al trasferimento dell'ubiquitina dall Enzima1 all'Enzima2.
3. Un terzo enzima, la ubiquitina-proteina ligasi, trasferisce la ubiquitina dall'E2 all'ε-ammino gruppo di qualche lisina sulla proteina che deve essere degradata.

Quindi questo sembrerebbe essere in ultima analisi l'enzima più importante perché di fatto contrassegna la proteina “condannata” alla degradazione proteolitica. Tuttavia è l'enzima E2 quello che compie il primo “atto” di riconoscimento della proteina “vittima”; E3 riconosce la “vittima” perché coniugata a E2. Le ubiquitine sono più di una sia perché le lisine della proteina da degradare che ricevono l'ubiquitina sono più di una, sia perché, una volta avvenuto il legame di una prima ubiquitina si verifica il legame di più ubiquitine tra di loro mediante un particolare legame isopeptidico.

## Proteolisi calcio-dipendente
Alcune proteasi importanti dal punto di vista biologico si attivano con aumento del livello del calcio endocellulare. Tra queste troviamo la calpaina (una cistein-proteasi) che sembra deputata al taglio specifico di precisi tratti peptidici mediante tagli selettivi.

## Proteolisi dell'apoptosi (caspasi)
Le caspase sono enzimi proteolitici endocellulari che svolgono un ruolo importante nel processo apoptotico. L'enzima che è stato descritto per primo in questa categoria, la caspasi-1, è l'Interleukin-Converting Enzime (ICE). È una cistein proteasi che partecipa al processo di maturazione dell'interleuchina-1β: esiste un precursore di tale interleuchina (la pro-interleuchina 1β), che è una citochina inattiva di peso molecolare 32 kDa. La ICE/caspasi-1 catalizza la scissione idrolitica nella pro-interleuchina 1β, idrolizzando un legame peptidico tra l'Aspartico 116 e l'Alanina 117, generando la forma matura, biologicamente attiva, di questa citochina. In seguito è stato trovato un enzima ubiquitario ad essa omologo. Si tratta della Caspasi-3, che è presente nelle cellule nello stato inattivo, per subire un taglio proteolitico esso stesso. Presenta quindi un meccanismo di attivazione proteolitico, analogamente a quanto accade per altri enzimi proteolitici (secreti sotto forma di zimogeni). Inizialmente tale caspasi-3 fu identificata come espressione del gene ced-3 nel Caenorhabditis elegans, che presenta nel suo sviluppo la programmata distruzione di 131cellule su 1030 totali. La distruzione di tali cellule è promossa dai geni ced-3, ced-4 (ced = CaEnorhabditis Death). Ced-9 sopprime invece l'azione di ced-3 e di ced-4 nelle cellule che sopravvivono. Nei vertebrati è stato individuato l'omologo di ced-3, che codifica la caspasi-3, mentre ced-9 è correlato al gene bcl-2 che è stato identificato inizialmente nei mammiferi come proto-oncogene. Nessun omologo di ced-4 è stato sino ad oggi identificato nei vertebrati.
Sostanzialmente esistono due sottofamiglie di caspasi. La sottofamiglia correlata alla ICE, e la sottofamiglia di caspasi correlate a CED-3. Ne sono state descritte almeno 10 caspasi. Attualmente 15 sono quelle riconosciute, ma alcune devono ancora essere descritte. Sono tutte prodotte come forma inattiva di peso molecolare di circa 45.000 Da e tutte contengono la sequenza QACxG nel sito attivo, dove esiste un massimo di omologia. La maturazione avviene per un doppio taglio proteolitico in corrispondenza di siti del tipo ---Asp - x. Poiché le caspasi agiscono su Asp, è proponibile un possibile meccanismo di auto-attivazione delle caspasi stesse.

## Struttura quaternaria delle caspasi
Alcune caspasi sono state cristallizzate e sono state analizzate ai raggi-X. Sono risultate essere formate da 2 subunità di PM 20.000, e da due subunità di PM 10.000. Le subunità più piccole sono centrali ed interagiscono. Le caspasi vengono pertanto rappresentate con lo schema riportato a lato. Il sito attivo (sequenza QACXG) si trova nella subunità di PM maggiore. La cristallografia ha fornito indicazioni precise circa la sequenza proteica individuata dalle caspasi. In particolare per l'individuazione dei substrati fisiologici delle caspasi è importante conoscere le sequenze proteiche riconosciute da tali enzimi, in corrispondenza delle quali le caspasi apportano il taglio proteolitico. In particolare è determinante una sequenza di 4 amminoacidi, numerati per convenzione -4, -3, -2, -1. Ovvero è individuata una sequenza proteica che precede (in direzione dell'N-terminale) il legame idrolizzato. Il taglio avviene dopo l'AA -1 che è invariabilmente un residuo di acido aspartico (D). Tra le caspasi della subfamiglia Ced-3, ma anche CED 7 e CED 2 richiedono i seguenti amminoacidi:
```
N-terminale <---- D(-4) -E(-3) -X(-2) -D(-1): -------> C-terminale
```

: = sito di taglio X = qualunque aminoacido
Altre Caspasi, come la caspasi-6, caspasi-8 e caspasi-9 richiedono la sequenza (I/L/V)EXD.

## Attivazione in vivo delle caspasi
I meccanismi ipotizzabili sono sostanzialmente due.
1. Via Bcl-2/Bax dipendente. una serie di stimoli extracellulari (genotoxic damage, cytotoxic stress ecc.) porta all'attivazione della caspasi-3 (oppure 7), che da “proenzima dormiente” diventa “eterodimero attivo”. Questa via di attivazione dell'apoptosi è controllata da Bcl-2, che la inibisce, mentre Bax la consente.
2. Via dipendente dal recettore per TNF. Esiste una citochina nota come "Tumor Necrosis Factor" (TNF), di peso molecolare 17 kDa (157 AA), che si lega al recettore presente sulla membrana plasmatica delle cellule bersaglio. Tale recettore transmembrana per TNF (esiste anche il recettore Fas, detto Apo-1) è il TNF-R, che forma un dimero, analogamente a quanto avviene per molti altri recettori di citochine.

Le risposte biologiche al TNF sono molteplici. In breve si può dire che cellule trasformate, esposte al TNF, avviano un progetto apoptotico, e quindi si auto-eliminano.